# Ellipteroides (Progonomyia) altivolans
Ellipteroides (Progonomyia) altivolans is een tweevleugelige uit de familie steltmuggen (Limoniidae). De soort komt voor in het Neotropisch gebied.